# Erzbischöfliches Exarchat Luzk
Das Erzbischöfliche Exarchat Luzk (lat.: Exarchatus Luceoriensis Ucrainorum) ist ein in der Ukraine gelegenes Erzbischöfliches Exarchat der ukrainischen griechisch-katholischen Kirche mit Sitz in Luzk.

## Geschichte
Das Erzbischöfliche Exarchat Luzk wurde am 15. Juni 2008 durch Papst Benedikt XVI. aus Gebietsabtretungen der Erzeparchie Kiew errichtet. Erster Exarch wurde Jossafat Oleh Howera.
Das Erzbischöfliche Exarchat Luzk umfasst die Oblast Riwne und die Oblast Wolyn. Das Gebiet ist im nordwestlichen Teil der Karte grün dargestellt.